# Bohuslav Všetička
Bohuslav Všetička, mit vollem Namen Bohuslav Dimitrij Všetička (* 25. September 1893 in Náchod, Österreich-Ungarn; † 19. August 1942 in Berlin-Plötzensee), war ein tschechoslowakischer Soldat, Legionär in Russland, General in der Tschechoslowakei, sowie als führendes Mitglied der Widerstandsgruppe Obrana národa ein Widerstandskämpfer gegen den Nationalsozialismus.

## Leben
Bohuslav Všetička besuchte 1904 bis 1911 zwei militärische Realschulen in Eisenstadt und Hranice, danach 1911 bis 1914 die Technische Militärakademie in Mödling.
Im August 1914 ging Všetička als Leutnant an die russische Front, wo er bereits im September 1914 in Gefangenschaft geriet. Im August 1915 meldete er sich in die Tschechoslowakischen Legionen in Russland, wo er als Offizier diente. Ab 1918 war er stellvertretender Stabschef der Armeegruppe in Jekaterinburg und ab 1919 im Rang eines Oberstleutnants Stabschef der tschechoslowakischen Auslandsarmee in Russland.
In der Tschechoslowakischen Armee hatte Všetička ab 1920 verschiedene Führungspositionen bei Artillerieverbänden, 1932 bis 1937 war er Artilleriebefehlshaber in Brünn und 1937 bis 1939 Befehlshaber der 15. Artilleriedivision in Trenčín.
Im März 1939, nach der Besetzung der Tschechoslowakei durch die Wehrmacht, trat Všetička der Widerstandsgruppe Obrana národa bei, die sich aus Offizieren und Soldaten rekrutierte. Er erhielt dort die Funktion des Befehlshabers der Landesleitung für Mähren. Bei der ersten großen Verhaftungsaktion der Gestapo gegen den Widerstand in der zweiten Hälfte 1939 konnte er fliehen und versteckte sich in Prag. Am 29. Februar 1940, beim Versuch, zurück nach Brünn zu kommen, wurde er jedoch verhaftet. Im Juni 1940 wurde Všetička mit weiteren verhafteten Offizieren zuerst nach Breslau und später nach Berlin gebracht, zuerst in das Gefängnis Alt-Moabit, dann nach Berlin-Plötzensee. Im November 1941 wurde Všetička zum Tode verurteilt und am 19. August 1942 hingerichtet.
Im Oktober 1946 wurde Bohuslav Všetička in memoriam zum Divisionsgeneral befördert.

## Auszeichnungen
- 1919: Russischer Orden der Heiligen Anna, zweite Klasse (1918)
- 1920: Tschechoslowakisches Kriegskreuz 1914–1918
- 1920: Croix de guerre
- 1921: Tschechoslowakische Siegesmedaille 1918
- 1946: Tschechoslowakisches Kriegskreuz 1939 (in memoriam)